# ドラム缶工業会
ドラム缶工業会（ドラムかんこうぎょうかい、英文名称Japan Steel Drum Association、略称JSDA）はドラム缶・ペール缶製造業者および鋼板・部材メーカーで組織された業界団体。日本のドラム缶業界団体は1938年に東京で東部ドラム罐工業組合、大阪で西部ドラム罐工業組合が発足し、幾度かの組織変更を経て、1952年9月に現組織であるドラム罐工業協会が設立された。本工業会は新製ドラム缶メーカーを対象としており、更生ドラム缶業界には日本ドラム缶更生工業会が設けられている。

## 概要
- 所在地 - 〒103-0025 東京都中央区日本橋茅場町3-2-10 鉄鋼会館6階
- 理事長 - 那須七信（JFEコンテイナー 代表取締役社長）
- 正会員
  - 斎藤ドラム缶工業
  - JFEコンテイナー
  - ジャパンペール
  - 新邦工業
  - ダイカン
  - 東京ドラム罐製作所
  - 東邦シートフレーム
  - 長尾製缶所
  - 日鉄ドラム
  - 前田製作所
  - 山本工作所
- 特別会員
  - JFEスチール
  - 日本製鉄
  - 神戸製鋼所
- 賛助会員
  - 口金関係 - エノモト工業、大和鐵工所
  - バンド関係 - 三喜プレス工業、城内製作所、東邦工板、水上工作所

## 活動内容
- アジア・オセアニア鋼製ドラム製造業者協会（AOSD）の会員として、鋼製ドラム缶の規格の国際標準化、試験方法などに関する研究等の実施。
- ドラム缶に関する調査・研究・統計、知識の啓発、会報「ひびき」の発行。

## 沿革
- 1938年6月 - 東部ドラム罐工業組合・西部ドラム罐工業組合設立。
- 1939年6月 - ドラム罐工業組合連合会設立。
- 1943年6月 - 東部及び西部各ドラム罐工業組合を改組、ドラム罐工業組合を設立。
- 1944年7月 - ドラム罐工業組合を改組、全日本ドラム罐工業統制組合を設立。
- 1946年3月 - 全日本ドラム罐工業統制組合解散、ドラム罐協議会設立。
- 1947年7月 - ドラム罐協議会、勅令による閉鎖機関に指定され解散。
- 1947年8月 - ドラム罐倶楽部設立（1950年3月解散）
- 1950年4月 - 東部・中部・西部の各ドラム罐倶楽部設立、同年6月ドラム罐倶楽部連合会設立。
- 1952年9月 - 東部、中部、西部各ドラム罐倶楽部およびドラム罐倶楽部連合会解散。
- 1952年9月10日 - ドラム罐工業協会設立。
- 1962年 - ドラム罐工業協会からドラム罐工業会に改称。
- 1987年4月 - ドラム罐工業会からドラム缶工業会に用字変更。